# Карасик, Владимир Ильич
Владимир Ильич Карасик (род. 15 мая 1953, Сталинград) — российский лингвист, доктор филологических наук (1993), профессор Государственного института русского языка им. А. С. Пушкина, является специалистом в области аксиологической лингвистики, лингвокультурологии, автором одного из направлений лингвокультурологии — теории лингвокультурных типажей и теории дискурса, автор более 300 научных трудов и ряда монографий по теме прагматики, теории коммуникации, лингвокультурологии. Руководит научно-исследовательской лабораторией «Аксиологическая лингвистика».

## Биография
В 1975 году окончил факультет иностранных языков Волгоградского государственного педагогического института (ВГПИ) имени А. С. Серафимовича. В 1982 году защитил кандидатскую диссертацию «Модальный компонент в семантике английского глагола».
С 1989 года заведовал кафедрой второго иностранного языка ВГПИ имени А. С. Серафимовича. В 1992 году защитил докторскую диссертацию «Лингвистические аспекты изучения социального статуса человека (на материале современного английского языка)».
В 1993—2018 годах — профессор и заведующий кафедрой английской филологии Волгоградского государственного педагогического университета, в 1994—2007 — профессор кафедры английской филологии ВолГУ.
С 2018 года — профессор кафедры общего и русского языкознания Государственного института русского языка имени А. С. Пушкина.

## Основные труды

### Монографии
- Карасик В. И. Языковая спираль: ценности, знаки, мотивы. — Волгоград: Парадигма, 2015. — 431 с.
- Карасик В. И. Языковое проявление личности. — М.: Гнозис, 2015. — 383 с.
- Карасик В. И. Языковая матрица культуры. — М.: Гнозис, 2013. — 319 с.
- Карасик В. И. Языковая кристаллизация смысла. — Волгоград: Парадигма, 2010. — 421 с.
- Карасик В. И. Языковые ключи. — М.: Гнозис, 2009. — 406 с.
- Карасик В. И. Лингвокультурный типаж «английский чудак». — М.: Гнозис, 2006. — 240 с.
- Карасик В. И. Языковой круг: личность, концепты, дискурс. — М.: Гнозис, 2004. — 390 с.
- Карасик В. И. Язык социального статуса. — М.: Высшая школа, 1991. — 495 с.

### Учебные пособия
- Карасик В. И. Лингвокультурная концептология: учебное пособие к спецкурсу / В. И. Карасик, Н. А. Красавский, Г. Г. Слышкин; Волгоградский государственный педагогический университет, Калмыцкий государственный университет, Научно-исследовательская лаборатория «Аксиологическая лингвистика». — Волгоград: Парадигма, 2009. — 116 с. — ISBN 978-5-903601-26-4.
- Карасик В. И. Лингвистика текста и анализ дискурса: учебное пособие. — Архангельск — Волгоград: Перемена, 1994. — 36 с.
- Карасик В. И. Статус лица в значении слова: учебное пособие по спецкурсу. — Волгоград: ВГПИ имени А. С. Серафимовича, 1989. — 112 с.

### Статьи
- Лингвокультурные ценности в дискурсе // Иностранные языки в школе. — 2015. Архивная копия от 27 ноября 2018 на Wayback Machine
- Креативы в сетевом дискурсе Архивная копия от 30 апреля 2019 на Wayback Machine // Вестник МГОУ. — 2018.
- Нормы поведения в языковой картине мира // Вестник МГОУ. — 2019. Архивная копия от 5 марта 2020 на Wayback Machine
- Культурогенные тексты: Функции, жанры, авторы // Социальные и гуманитарные знания. — 2020.